# Artillerikanonvagn 151

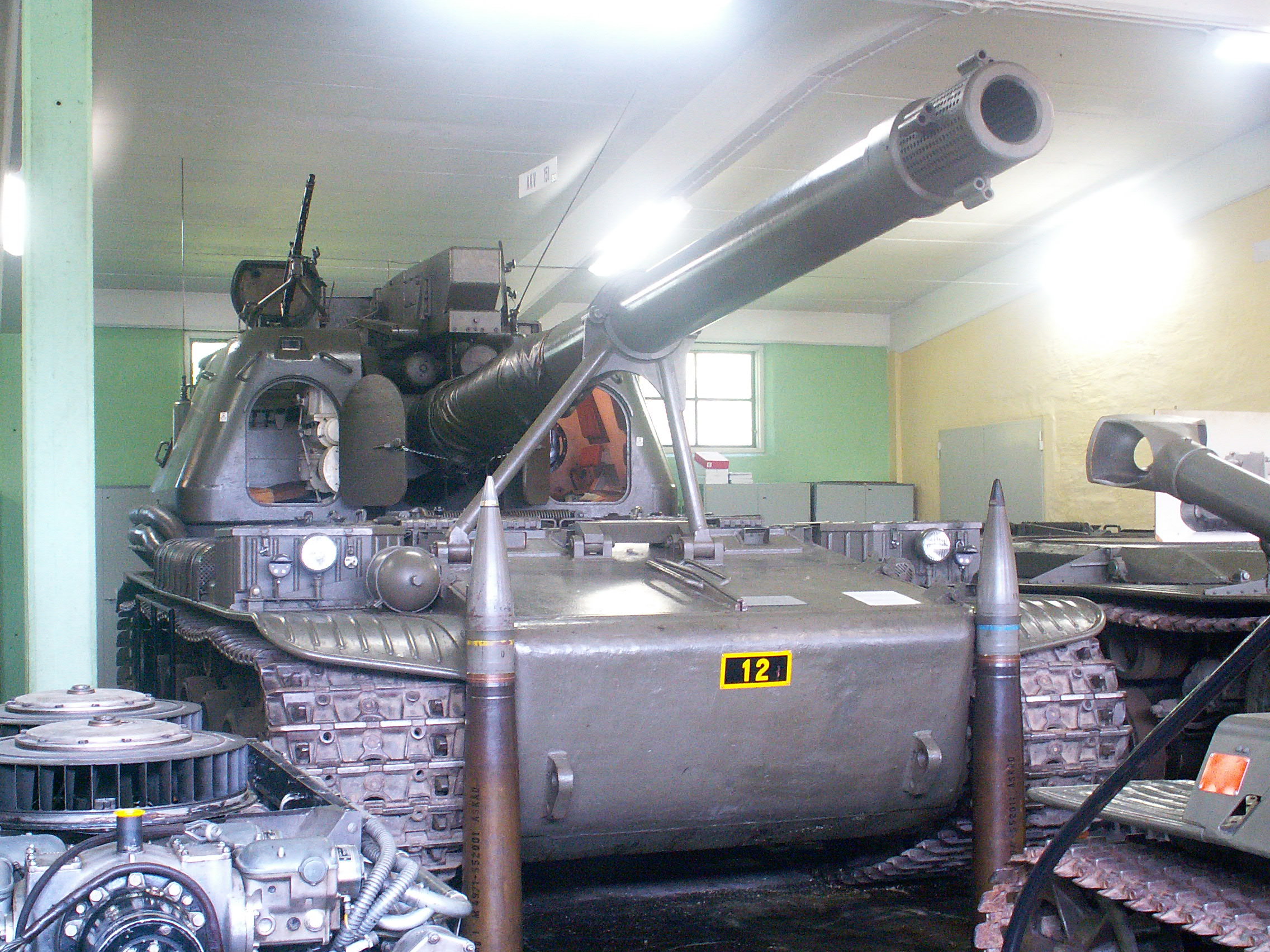
Artillerikanonvagn 151 (prototyp) vid före detta Pansarmuseet i Axvall.

Artillerikanonvagn 151 är en svensk prototyp till en bandartilleripjäs och utvecklad av Landsverk.

## Bakgrund
I slutet av 1940-talet fick Bofors en beställning från Kungliga arméförvaltningen på en bepansrad artillerikanonvagn med en 15,5 cm kanon. Landsverk fick i uppdrag att ta fram ett prototyp baserat på deras tidigare konstruerade KRV-chassin. Landsverks prototyp var klar i början av 1960-talet, och benämndes Artillerikanonvagn 151. Landsverks prototyp skiljer sig mycket från Bofors Bandkanon 1, vilken är baserad på ett modifierat chassi till Stridsvagn 103.